# METTL7B
METTL7B (англ. Methyltransferase like 7B) – білок, який кодується однойменним геном, розташованим у людей на 12-й хромосомі. Довжина поліпептидного ланцюга білка становить 244 амінокислот, а молекулярна маса — 27 775.
| 10         |  | 20         |  | 30         |  | 40         |  | 50         |
| ---------- |  | ---------- |  | ---------- |  | ---------- |  | ---------- |
| MDILVPLLQL |  | LVLLLTLPLH |  | LMALLGCWQP |  | LCKSYFPYLM |  | AVLTPKSNRK |
| MESKKRELFS |  | QIKGLTGASG |  | KVALLELGCG |  | TGANFQFYPP |  | GCRVTCLDPN |
| PHFEKFLTKS |  | MAENRHLQYE |  | RFVVAPGEDM |  | RQLADGSMDV |  | VVCTLVLCSV |
| QSPRKVLQEV |  | RRVLRPGGVL |  | FFWEHVAEPY |  | GSWAFMWQQV |  | FEPTWKHIGD |
| GCCLTRETWK |  | DLENAQFSEI |  | QMERQPPPLK |  | WLPVGPHIMG |  | KAVK       |

A: Аланін

C: Цистеїн

D: Аспарагінова кислота

E: Глутамінова кислота

F: Фенілаланін

G: Гліцин

H: Гістидин

I: Ізолейцин

K: Лізин

L: Лейцин

M: Метіонін

N: Аспарагін

P: Пролін

Q: Глутамін

R: Аргінін

S: Серин

T: Треонін

V: Валін

W: Триптофан

Кодований геном білок за функціями належить до трансфераз, метилтрансфераз. 